# Gonzalo Sagi-Vela
Pour les articles homonymes, voir Sagi et Vela.
Gonzalo Sagi-Vela, né le 25 février 1950, à Madrid, en Espagne, est un ancien joueur espagnol de basket-ball. Il évolue durant sa carrière au poste d'arrière. Il est le frère de José Luis Sagi-Vela et d'Alfonso Sagi-Vela.

## Palmarès
- Finaliste du championnat d'Europe 1973
- Coupe Korać 1981